# رود زاوخان
رود زاوخان (به لاتین: Zavkhan River) یک رود در مغولستان است که در استان گاوی-آلتای واقع شده‌است.